# B-24 (Spanje)
De autovía B-24 is een weg in Spanje. De weg verbindt Barcelona met de regio Penedès.
Bij de aansluiting met de Autovía A-2, ten zuiden van de stad, begint de weg. De weg is in aanbouw en een opwaardering van de N-340.